# Myopsyche xanthosoma
Myopsyche xanthosoma là một loài bướm đêm thuộc phân họ Arctiinae, họ Erebidae.